# Усвеча (озеро, Невельский район)
Усвеча — озеро на западе Плисской волости Невельского района Псковской области, в 1,9 км от границы с Белоруссией.
Площадь — 2,2 км² (218,0 га, с островами — 221 га). Максимальная глубина — 4,0 м, средняя глубина — 2,0 м.
Озеро проточное. Относится к бассейну реки Уща, в свою очередь принадлежащую к бассейну Дриссы (приток реки Западная Двина). В озеро впадает ручей Язьменок. Вытекает безымянный ручей, уходящий на территорию Белоруссии и впадающий в озеро Глыба.
Тип озера лещово-плотвичный с уклеей и судаком. Массовые виды рыб: щука, окунь, плотва, лещ, краснопёрка, судак, язь, густера, щиповка, уклея, линь, сом, налим, вьюн, карась.
Для озера характерны песчано-илистое дно, песок, заиленный песок, камни.